# حي العامل
حي العامل المسمى رسمياً حي الوركاء هو منطقة سكنية في ناحية المأمون في قضاء الكرخ ببغداد عاصمة العراق، يتميز بموقعه الواقع بمحاذاة شارع مطار بغداد وقرب منطقة البياع، يبلغ عدد سكان حي العامل (133500) نسمة، ولقد كان يتميز بأن سكانه هم غالبية من المسلمين الشيعة واقلية من السنة وغير المسلمين لكن بعد أحداث العنف الطائفي في العراق عامي 2006 و2007 شهد الحي اضطرابات طائفية كثيرة وشهدت انفجارات السيارات المفخخة من قبل التنظيمات الارهابية المتطرفة خصوصا القاعدة.
من أبرز معالم هذا الحي، هو سوق 84 (حيث ان هذه التسمية جاءت من موقع السوق في نهاية خط 84 لمصلحة نقل الركاب)، وسوق الشعبية، وحسينية الأئمة، وبعض دوائر الدولة، والاسواق المركزية (سوق قادسية صدام المركزي لم يعد موجود حالياً)، وقد حدثت العديد من العمليات الارهابية بمنطقة حي العامل حيث تم تفجير المجلس البلدي لحي العامل من قبل داعش مما ادى إلى قيام المليشيات بعمليات انتقام وتطهير منظمة ضد أهل السنة. ويبدو أن تضييق الخناق لإجبارهم على ترك ديارهم تارة بالترهيب وتارة ثانية بالتهديد لا يهدأ وأدى والانتقام.
ولعل ابرز عمليات التصفية هو اغتيال إمام وخطيب جامع أبو بكر الصديق، الشيخ عثمان الجنابي، في مساء يوم الأحد 4 أبريل 2016. وبحسب شهود عيان فإن مسلحين أمطروا سيارة الشيخ الجنابي بوابل من نيران أسلحتهم الرشاشة بعد خروجه من المسجد عقب صلاة المغرب ما أسفر عن مقتله في الحال.
وبحسب المقربين فقد تلقى الشيخ الجنابي عدة تهديدات بالقتل عبر رسائل واتصالات هاتفية طالبته بالرحيل، قبل أسابيع من مقتله، لكنه رفض الخروج من المنطقة التي يسكن فيها مع عائلته منذ عقود.

## محلّات حي العامل

المحلات السكنية بحي العامل

| رقم المحلة | مساحتها هكتاراً | سكانها سنة 1997 | سكانها سنة 2009 |
| 801        | 92             | 6988            | 7027            |
| 803        | 138            | 16112           | 14984           |
| 805        | 112            | 22715           | 19993           |
| 807        | 48             | 9019            | 8699            |
| 809        | 99             | 21902           | 19474           |
| 811        | 61             | 10666           | 10474           |
| 813        | 56             | 18467           | 18394           |
| 815        | 66             | 4794            | 4423            |
| المجموع    | 672            | 110663          | 103468          |

## تفجيرات حي العامل
في 20 تشرين الأول/اكتوبر 2013 قتل سبعة وثلاثون شخصا واصيب اثنان وخمسون آخرون بتفجير انتحاري قرب مقهى شعبي في حي العامل.
وفي 6 آذار/مارس 2014، قتل 19 شخصاً وأصيب 67 آخرون بجروح، إثر أنفجار سيارة مفخخة،
وفي 20 نيسان/أبريل 2017 أنفجرت سيارة مفخخة في شارع 84 في منطقة حي العامل، وأسفر الإنفجار عن مقتل 23 شخصا وجرح 45.